# Amictus iranicus
Amictus iranicus är en tvåvingeart som beskrevs av Lindner 1979. Amictus iranicus ingår i släktet Amictus och familjen svävflugor.
Artens utbredningsområde är Iran. Inga underarter finns listade i Catalogue of Life.